# Equine Arteritis
Die Equine Arteritis (von lat. equus „Pferd“, arteritis „Entzündung der Arterien“, auch Equine Virale Arteritis, EVA, Equine Arteriitis, Pferdestaupe oder Pinkeye) ist eine Viruserkrankung der Pferde.

## Ursache und Vorkommen
Der Erreger ist das Alphaarterivirus equid (veraltet Equine arteritis virus, EAV) aus der Gattung Alphaarterivirus (veraltet Equartevirus; Unterfamilie Equarterivirinae, Familie (Biologie) Arteriviridae).
Es kommt weltweit vor und befällt Pferde, Esel und deren Kreuzungen. Bei Warmblütern kommt das Virus enzootisch vor.

## Übertragung
Das Virus wird über Sekrete von infizierten Tieren ausgeschieden. Die Übertragung erfolgt durch direkten und indirekten Kontakt. Das Virus wird von Hengsten auch über das Sperma ausgeschieden und kann beim Deckakt oder bei der künstlichen Besamung auf die Stute übertragen werden. Der häufigste Infektionsweg bei Fohlen ist der über die Atemwege als Tröpfcheninfektion. Für die Epizootiologie sind alle Ansammlungen von Pferden, wie Verkaufs- und Reitsportveranstaltungen, von Bedeutung.

## Pathogenese
Nach einer Infektion über die Atemwege vermehrt sich das Virus in den Makrophagen der Lunge und anschließend in den bronchialen Lymphknoten. Mit Einsetzen der Erregerstreuung über das Blut (Virämie) werden die Endothelzellen infiziert, was zu einer nekrotischen Arteriitis führt.

## Klinik und Pathologie
Nach der Infektion können die Tiere völlig symptomlos bleiben oder Fieber, Abgeschlagenheit, Fressunlust und Nasen- und Augenausfluss zeigen. Betroffene Tiere zeigen häufig Ödeme an den Hinterbeinen und am Hodensack. Bei einigen Tieren entwickelt sich ein Hautausschlag an verschiedenen Körperstellen. Tödliche Verlaufsformen mit Lungenödem und -entzündung (interstitielle Lungenentzündung) kommen bei Fohlen vor. Bei Stuten sind Fehlgeburten häufig, wobei die abgehenden Föten lediglich autolytisch sind, sie zeigen also außer einer teilweisen Selbstauflösung keine besonderen pathologischen Anzeichen.
Pathologisch-anatomisch zeigen sich Ödeme, Blutstauungen und Blutungen in der Unterhaut des Bauchs und der Gliedmaßen sowie eine nekrotische Arteritis.

## Diagnose
Die Diagnose ist anhand des klinischen Bildes nicht sicherzustellen. Zur weiteren Untersuchung können Nasen- und Augenabstriche, Blut, Serum, Gewebe abortierter Föten und Sperma verwendet werden, aus denen das Virus isoliert werden kann. Ein Anstieg des Antikörpertiters gilt ebenfalls als beweisend. Als serologischer Test wird ein Virusneutralisationstest eingesetzt.

## Bekämpfung
Eine Behandlung erkrankter Tiere ist nicht möglich. Der Schutz über eine Impfung ist jedoch möglich. Weitere Bekämpfungsmaßnahmen in Beständen sind seuchenprophylaktischer Art, wie Quarantäne neuer und von Pferdesportveranstaltungen zurückkehrender Pferde. Zur Bedeckung sollten nur seronegative Hengste eingesetzt, tragende Stuten von anderen Pferden getrennt werden.
In Deutschland zählt die Equine Arteritis zu den meldepflichtigen Tierkrankheiten.